# Taylor Gabriel
Taylor Gabriel (Mesquite, 17 febbraio 1991) è un ex giocatore di football americano statunitense che ha militato nel ruolo di wide receiver nella National Football League (NFL)..

## Carriera professionistica

### Cleveland Browns
Dopo non essere stato scelto nel Draft NFL 2014, Gabriel firmò con i Cleveland Browns. Fece il suo debutto professionistico il 7 settembre 2014 contro i Pittsburgh Steelers, facendo registrare una ricezione per 5 yard.
Il 3 settembre 2016, Gabriel fu svincolato dai Browns.

### Atlanta Falcons
Gabriel firmò con gli Atlanta Falcons il 4 settembre 2016. Dopo non avere segnato alcun touchdown nella stagione precedente, ne segnò sei su ricezione e uno su corsa nella stagione regolare 2016, terminando con 35 ricezioni per 579 yard.

### Chicago Bears
Il 14 Marzo 2018 Gabriel ha firmato un contratto di quattro anni con i Chicago Bears. Nel secondo turno della stagione 2019 segnò un primato personale di 3 touchdown su ricezione nella vittoria esterna sui Washington Redskins.

## Palmarès

### Franchigia
- National Football Conference Championship: 1

Atlanta Falcons: 2016